# Mandinga (capoeira)
No contexto da capoeira, mandinga representa a habilidade do capoerista em surpreender (enganar) o oponente, como uma espécie de "malícia de jogo". Esta "esperteza" é muito apreciada e consta na letra de diversas canções.
Em alguns casos o conceito pode apresentar um sentindo mais amplo envolvendo igualmente uma maior desenvoltura do capoerista durante jogo, com movimentos mais audaciosos na ginga, golpes e esquivas.
Mandinga no Brasil Colonial era a designação de um grupo étnico de origem africana, praticantes do muçulmanismo. Apesar do histórico afrodescendente, na capoeira a palavra mandinga não possui correlação com o candomblé ou qualquer conotação religiosa ou mística. Certamente, o fato de muitos dos chamados "mandingas" possuírem artefatos e exercerem práticas relacionadas à feitiçaria pode ter influenciado o surgimento desta relação errônea entre os termos (mandinga e feitiçaria), inclusive como é feita no Dicionário Aurélio. Para saber mais sobre o grupo étnico: mandinga.
Observação: É possível que o fato de muitos deles terem sido capitães-do-mato (caçadores de gente, difíceis de enganar) ou terem tido maior grau de instrução, bem como o fato de muitos deles usarem de táticas de dissimulação e transformação da aparência para alcançar benefício próprio, tenha trazido a real conotação de mandinga para a capoeira. Este pressuposto é baseado no fato de que a mandinga na capoeira significa exatamente isso: o ato de fingir, dissuadir e usar de "espertice" para vencer.